# Aphelolpium scitulum
Aphelolpium scitulum är en spindeldjursart som beskrevs av Clarence Clayton Hoff 1964. Aphelolpium scitulum ingår i släktet Aphelolpium och familjen Olpiidae. Inga underarter finns listade i Catalogue of Life.